# Агротехнікум (Любарський район)
Агротехнікум — колишній населений пункт (установа) у Новочорторийській сільській раді Любарського району Житомирської та Бердичівської округ.

## Населення
Відповідно до перепису населення СРСР, на 17 грудня 1926 року чисельність населення становила 66 осіб, з них: 38 чоловіків та 28 жінок; за національністю: українці — 43, росіяни — 12, євреї — 5, поляки — 1, інші — 5. Кількість господарств — 34, всі — неселянського типу.

## Історія
Заснований у 1920 році; до червня 1925 року — у складі Любарського району Житомирської округи Волинської губернії. Станом на 17 грудня 1926 року — у складі Новочорторийської сільської ради Любарського району Бердичівської округи. Відстань до районного центру, міст. Любар — 13 верст, до окружного центру, м. Бердичів, 72 версти, до найближчої залізничної станції, Печанівка — 12 верст.
Станом на 1 жовтня 1941 року не перебуває на обліку як самостійне поселення.